# 赫雷斯的角鬥場系列
《赫雷斯的角鬥場》是永恆艾莉絲工坊開發的成人向遊戲系列，系列第一部於2020年7月17日推出。系列作品舞台均發生一個虛構國家佩里恩的首都赫雷斯，前兩作玩家扮演奴隸主，訓練手下奴隸獲得角鬥場的冠軍，第三部玩家扮演奴隸奧蕾蒂在赫雷斯掙扎求生。

## 系列作品
| 2020 | 赫雷斯的角鬥場  |
| 2021 |                 |
| 2022 | 赫雷斯的角鬥場Ⅱ |
| 2023 |                 |
| 2024 |                 |
| 2025 | 赫雷斯的角鬥場Ⅲ |

《赫雷斯的角鬥場》為系列首作，2020年7月17日在Steam發售。本作講述奴隸主格倫，買下了家道中落的貴族千金克菈蒂雅，格倫與克菈蒂雅約定，克菈蒂雅幫他賺夠錢後，能重獲自由。格倫鍛煉克菈蒂雅參加鬥技場比賽，以贏取比賽獎金為目標，故事後期四處流浪的暗精靈艾琳也加入其中，成為格倫的奴隸參與鬥技場比賽。
第二部《赫雷斯的角鬥場Ⅱ》，2022年4月29日在Steam發售。本作中常日之國的間諜羅溫假扮成奴隸商人潜入敵國王都赫雷斯，其部下御門小春則扮成奴隸，兩人在王都角鬥場展開情報工作。一日，羅溫在角鬥場發現，佩里恩王國攝政王之女西格莉德隱瞞身份參加比賽，羅溫以此威脅西格莉德協助他們。
2023年永恆艾莉絲工坊宣佈公司解散，次年4月30日，永恆艾莉絲工坊新建公司沃兎奈開發系列第三部《赫雷斯的角鬥場Ⅲ》，並開設遊戲的Steam商店頁面。2024年Steam新品節上，製作組宣佈遊戲將在2025年第一季度發售。

## 作品玩法
赫雷斯的角鬥場系列前兩部主線是培育角鬥士參加角鬥場的比賽，玩家扮演奴隸主訓練奴隸參加比賽，第三作玩家扮演角色改為奴隸奧蕾蒂，為了滿足奴隸主的要求，以各種方式賺錢。三部作品使用同一個世界觀。前兩作均帶有戀愛元素，玩家扮演的奴隸主會與手下的奴隸產生感情，期間會有各種色情場景。遊戲內容可以分為經營、角色養成和角鬥場比賽三部分，經營部分，玩家完成委託任務獲得金錢，金錢可以用於強化設施，提高角色養成的效率；角色養成可以分為調教和訓練兩類，前者提供角色的性愛技巧，後者提高角色的戰鬥能力；角鬥場比賽為遊戲主線劇情，比賽週期性舉行。前兩作均為多結局，根據玩家遊玩期間的行為決定進入的結局。

## 開發
赫雷斯的角鬥場系列最初是定位是一個「扮演女主人公的本格RPG（角色扮演遊戲）」，實際開發中則更偏向美少女遊戲。系列首兩部劇本均由D51負責，音樂則由Toki負責，第一部的美術由樂磚Joybrick負責。《赫雷斯的角鬥場Ⅱ》為兩個女主角增加日文配音，還提供直播主模式，方便直播主在網絡上直播遊戲。

## 評價
遊戲角落評論員安西飛龍給與《赫雷斯的角鬥場》正面的評價，他表示該作是同時期「最用心製作的國產成人遊戲」，劇情體驗類似閱讀輕小說，「文本用字適宜，感受得到精雕細琢」。角色養成難度不高，隨著養成進度觸發的特殊事件出現較為頻繁，讓遊玩過程不至於「無聊」。色情內容方面，雖然作品主題是奴隸和調教，「但整體而言還是純愛又清淡，老少咸宜」。
Wanuxi評論員老司机稱讚《赫雷斯的角鬥場Ⅱ》的劇情，同時也批評玩法「单调」。色情內容方面，他給與很高的評價，相關演出和配音表現都不錯。另外，部分色情場景觸發門檻較高，但是遊戲通關後能回顧全部色情內容，包括玩家沒有觸發的內容，滿足了部分玩家的需求。

## 外部連結
- 《赫雷斯的角鬥場》在視覺小說數據庫的頁面（英文）
- 《赫雷斯的角鬥場Ⅱ》在視覺小說數據庫的頁面（英文）